# 東京車站大飯店

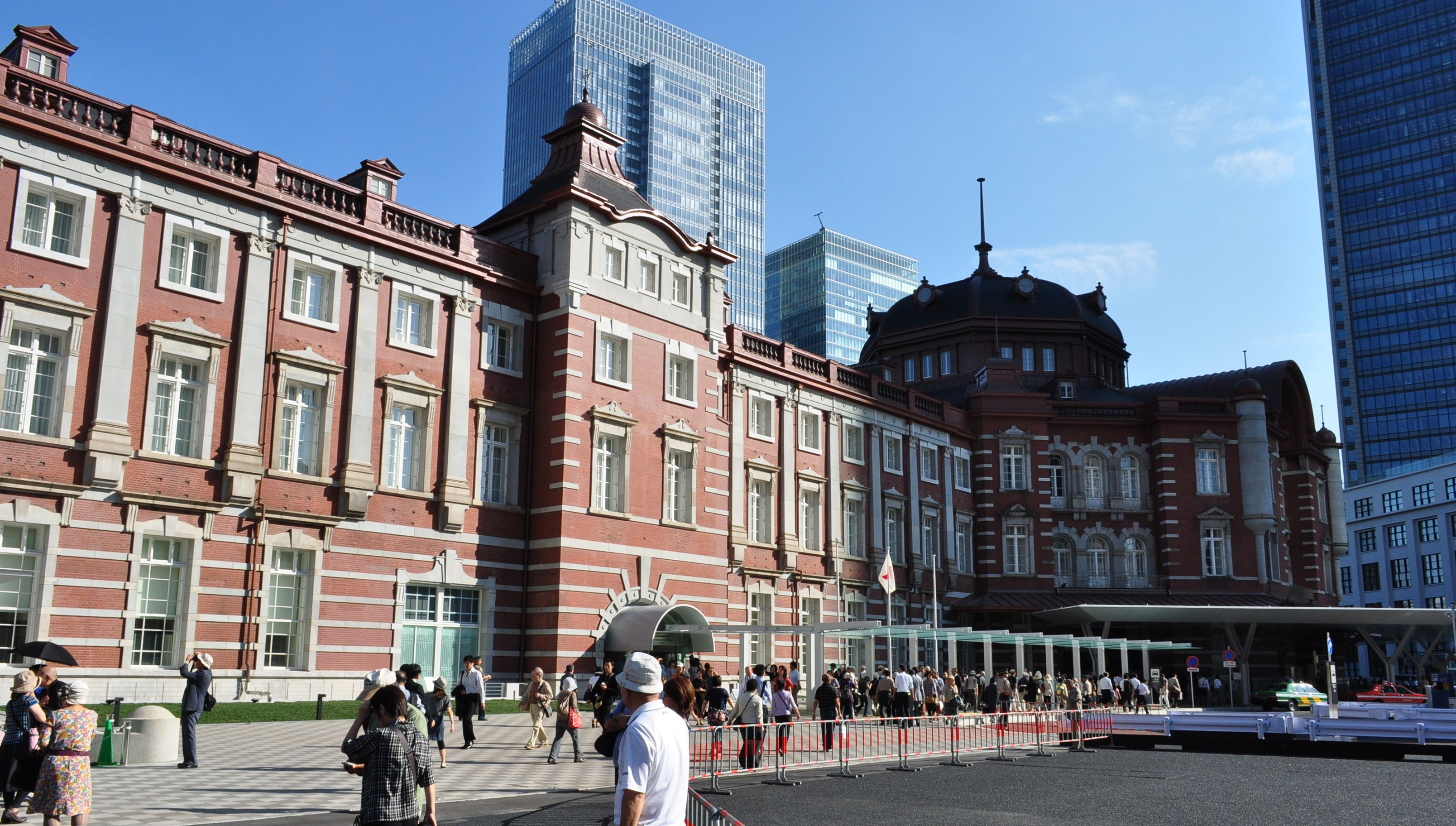
東京站丸之内側站房，圖中可見東京車站大飯店入口

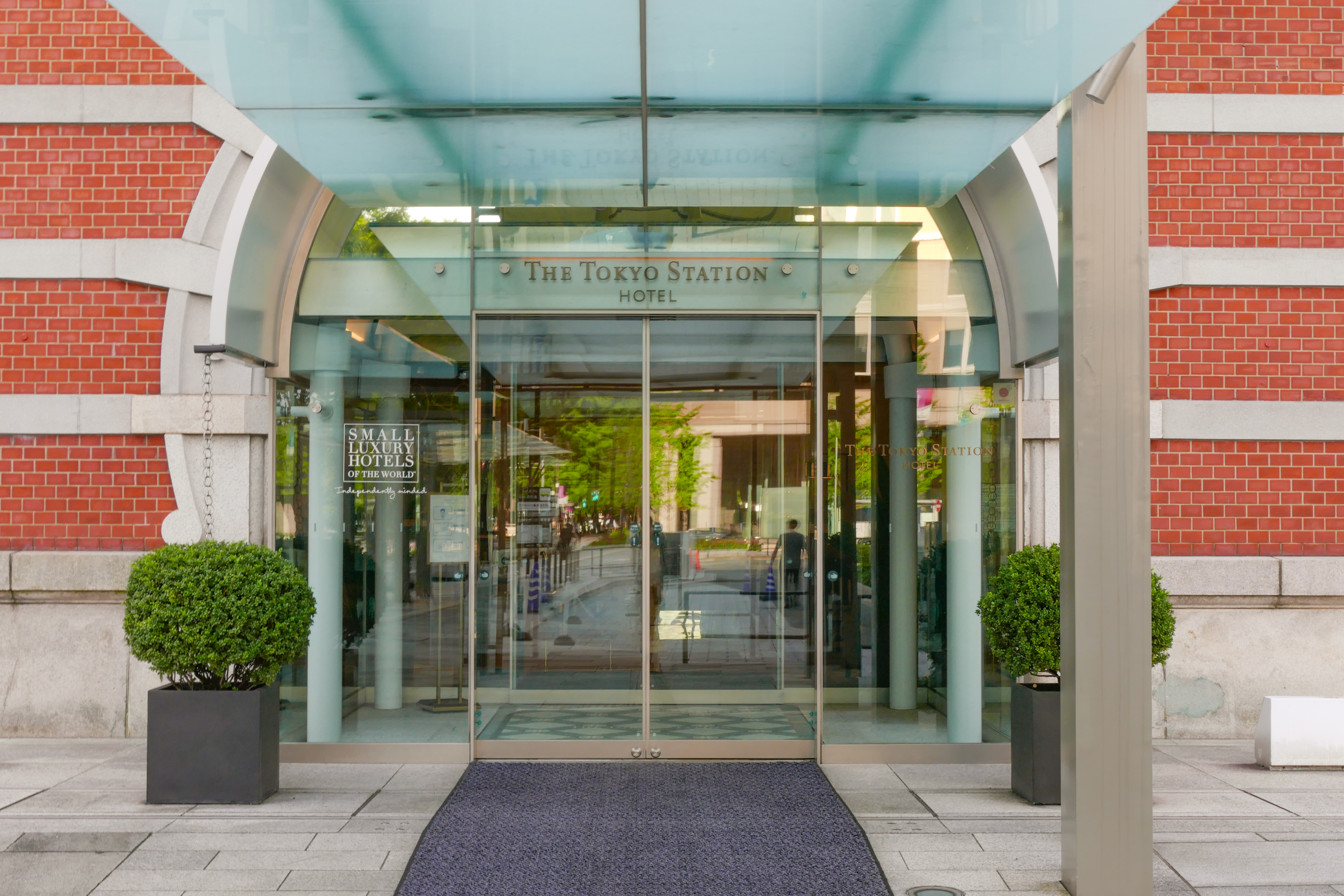
東京車站大飯店入口（2021年）

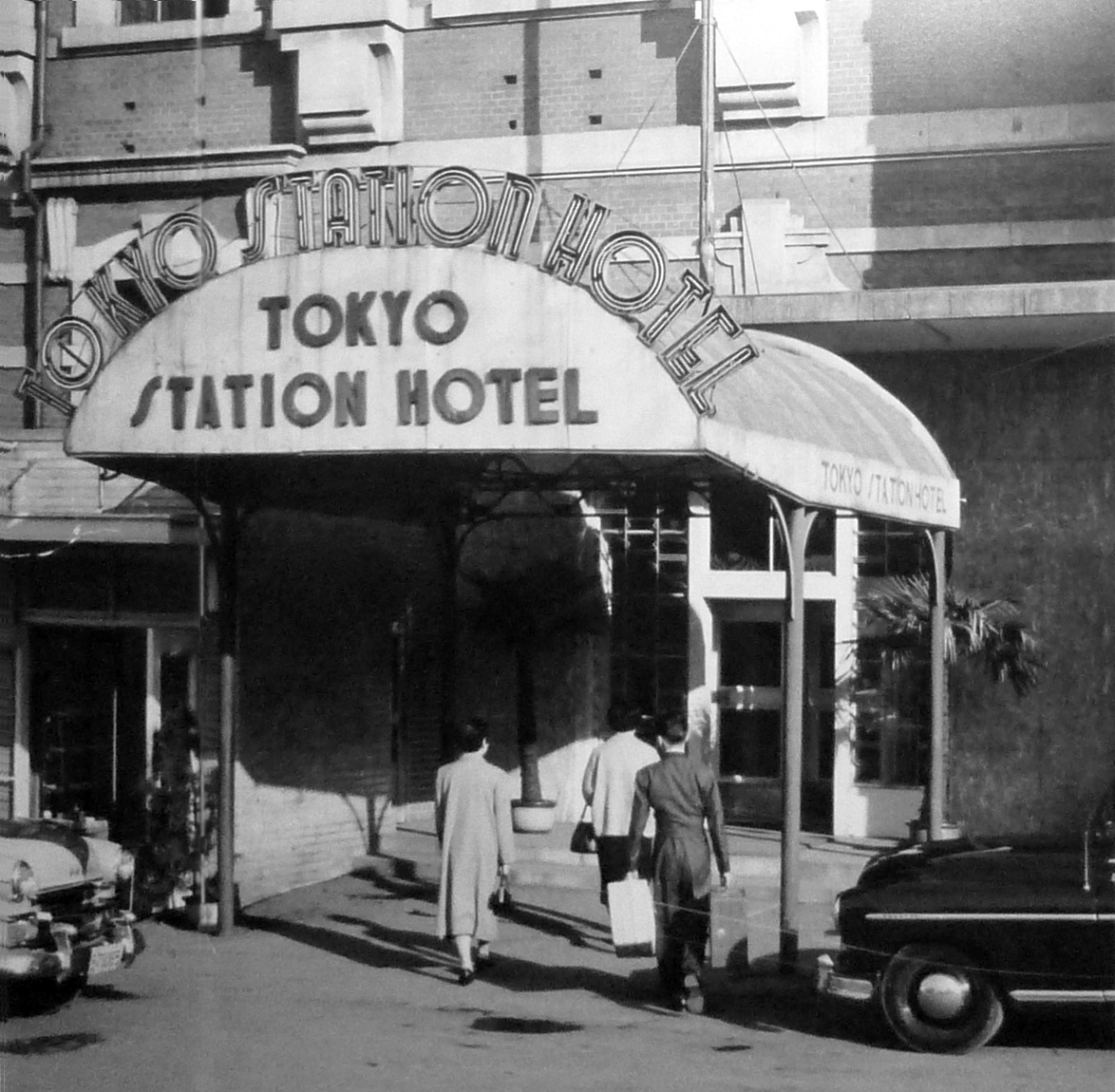
昭和25年（1950年）的東京車站大飯店入口

35°40′50.9″N 139°45′56.8″E / 35.680806°N 139.765778°E
東京車站大飯店（日语：東京ステーションホテル），是一家位於日本東京都丸之內的飯店，位於東京車站（丸之內側之站房）內，本建築由辰野金吾所設計，被日本政府列為國家重要文化財產。在東京車站開業隔年的1915年（大正4年）開幕，當初擁有58間歐式風格客房。目前由JR東日本旗下的JR東日本飯店經營。

## 歷史
- 1914年（大正3年）　 東京車站（中央停車場）開業
- 1915年（大正4年）　 東京車站大飯店正式開幕，當時委外由精養軒經營
- 1923年（大正12年）　關東大地震發生，本飯店當時作為避難收容所
- 1933年（昭和8年）　 由鐵道省直接營運，改名為「東京鐵道酒店」
- 1945年（昭和20年）　5月25日由於受到二戰盟軍波音B-29轟炸機空襲，東京車站3樓與屋頂燒毀，暫時歇業
- 1947年（昭和22年）　東京車站重建
- 1951年（昭和26年）　以原名東京車站大飯店重新開幕，並開設了日本第一家咖啡館，大受好評。[1]
- 2003年（平成15年）　東京車站建築被指定為國家文化資產
- 2006年（平成18年）　配合東京車站建築修復工程而暫時歇業
- 2012年（平成24年） 10月3日　東京車站大飯店重新開幕

## 图片

大廳
大廳走道
大廳休憩區
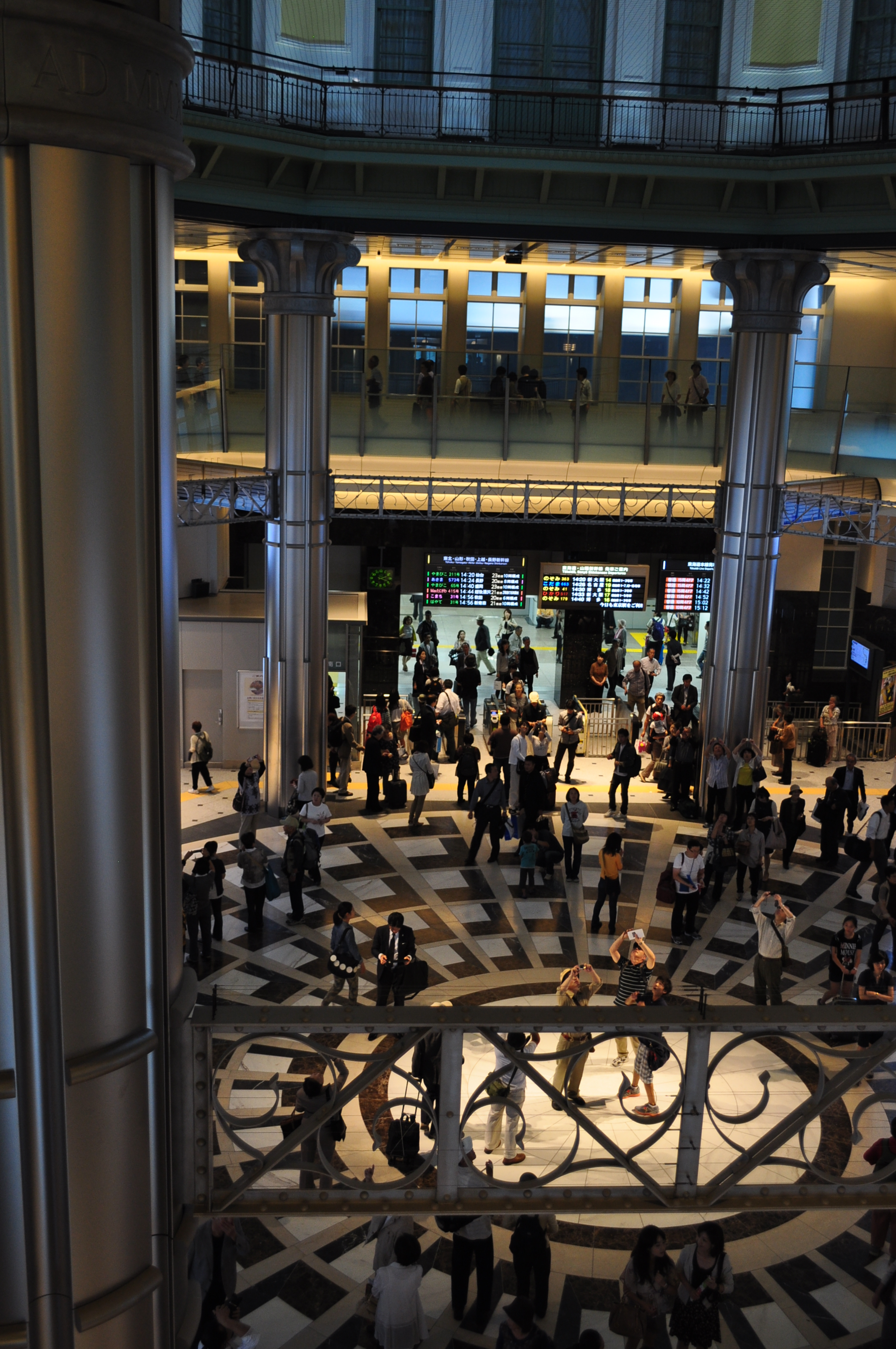
從二樓眺望東京車站丸之內南出口
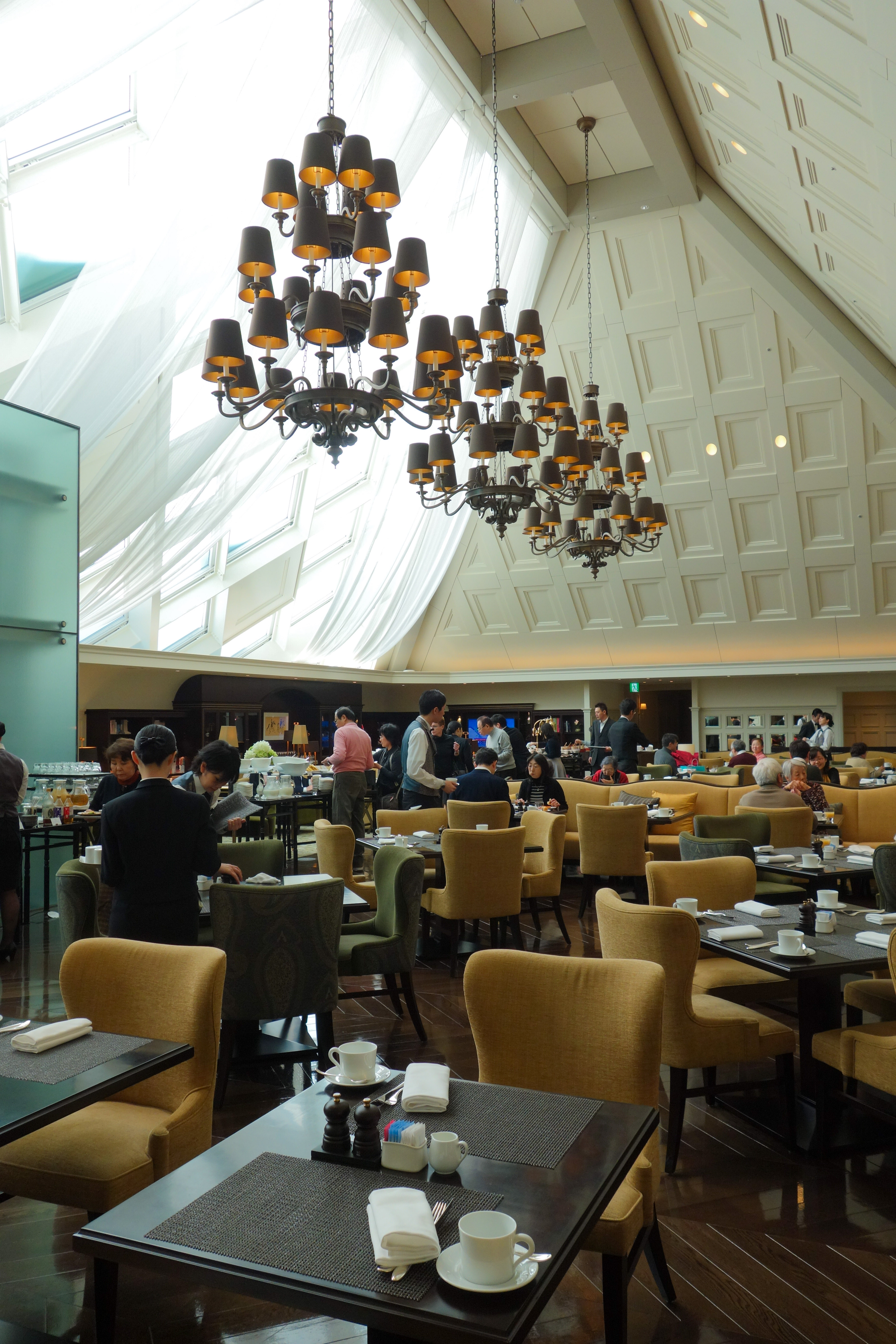
中庭
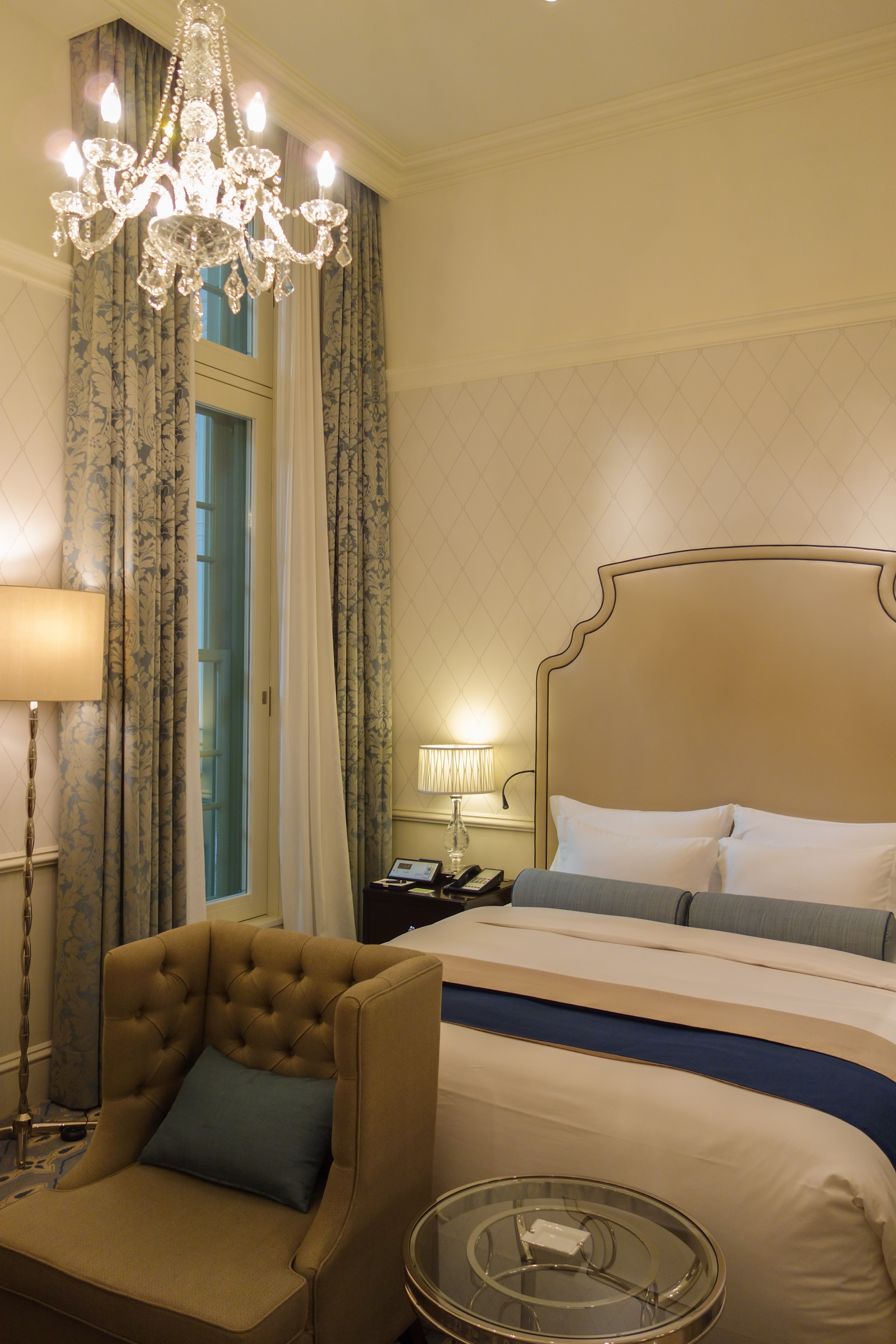
客房（圓屋頂景觀客房）
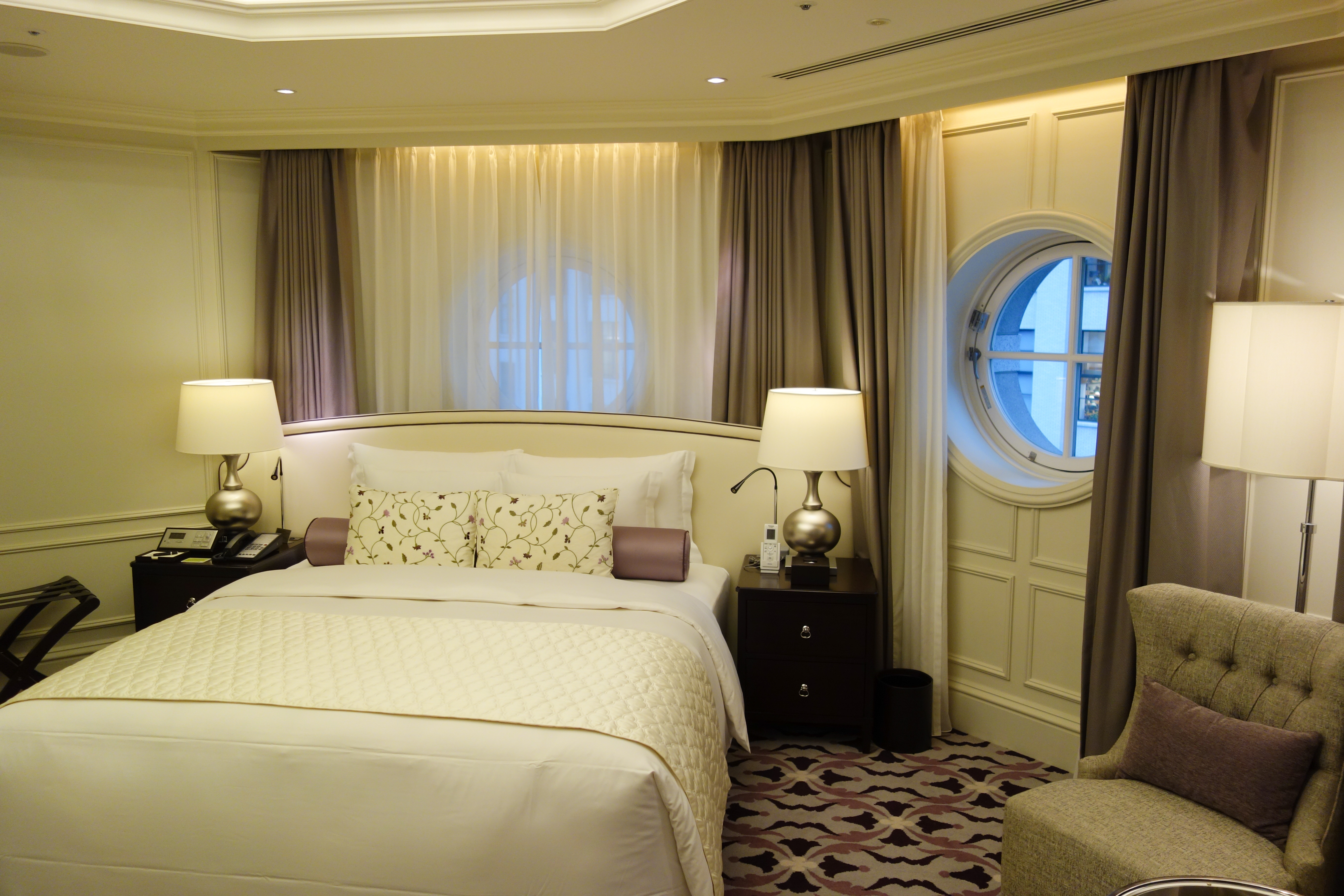
客房（雙層樓客房）
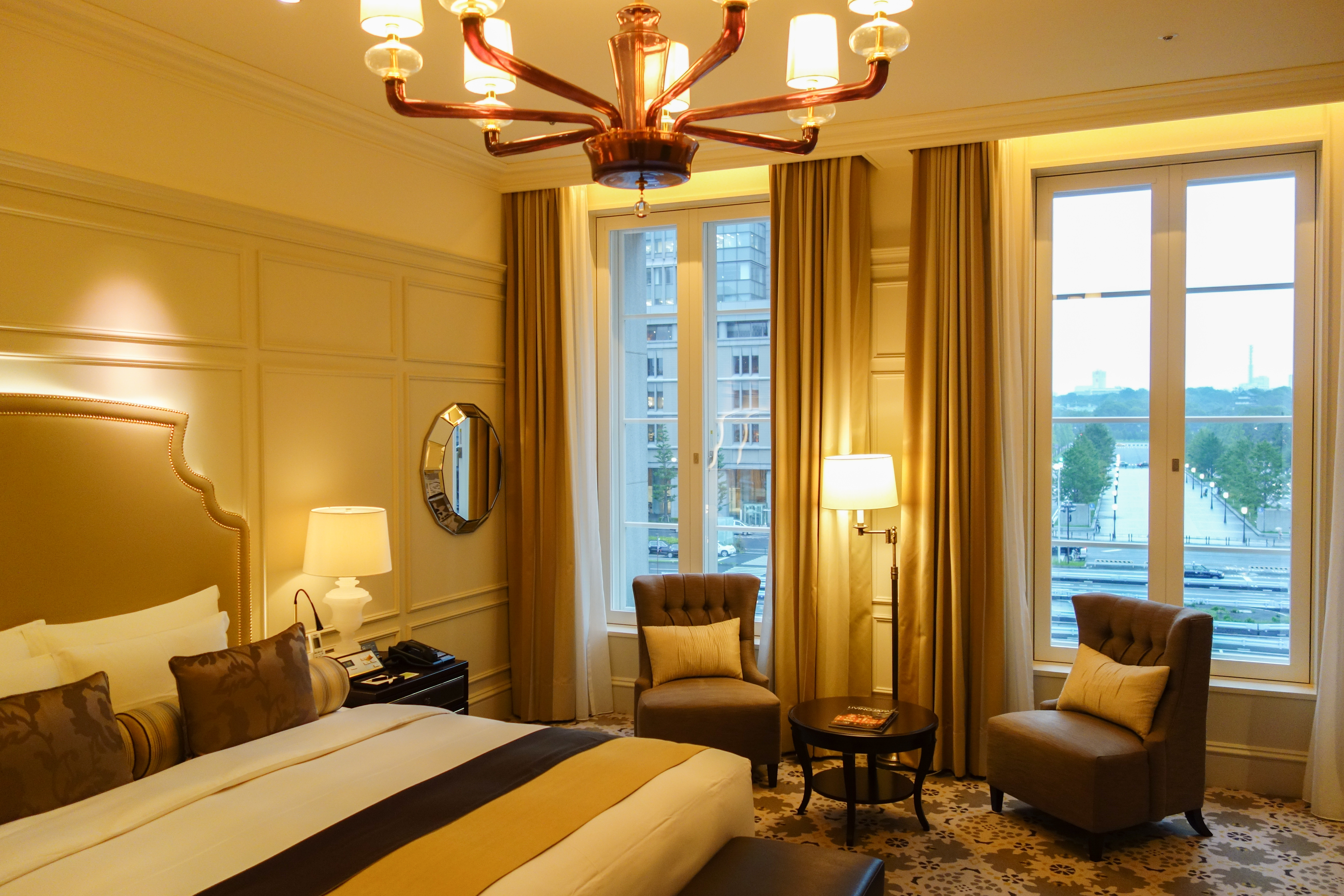
客房（皇居景觀客房－臥室）
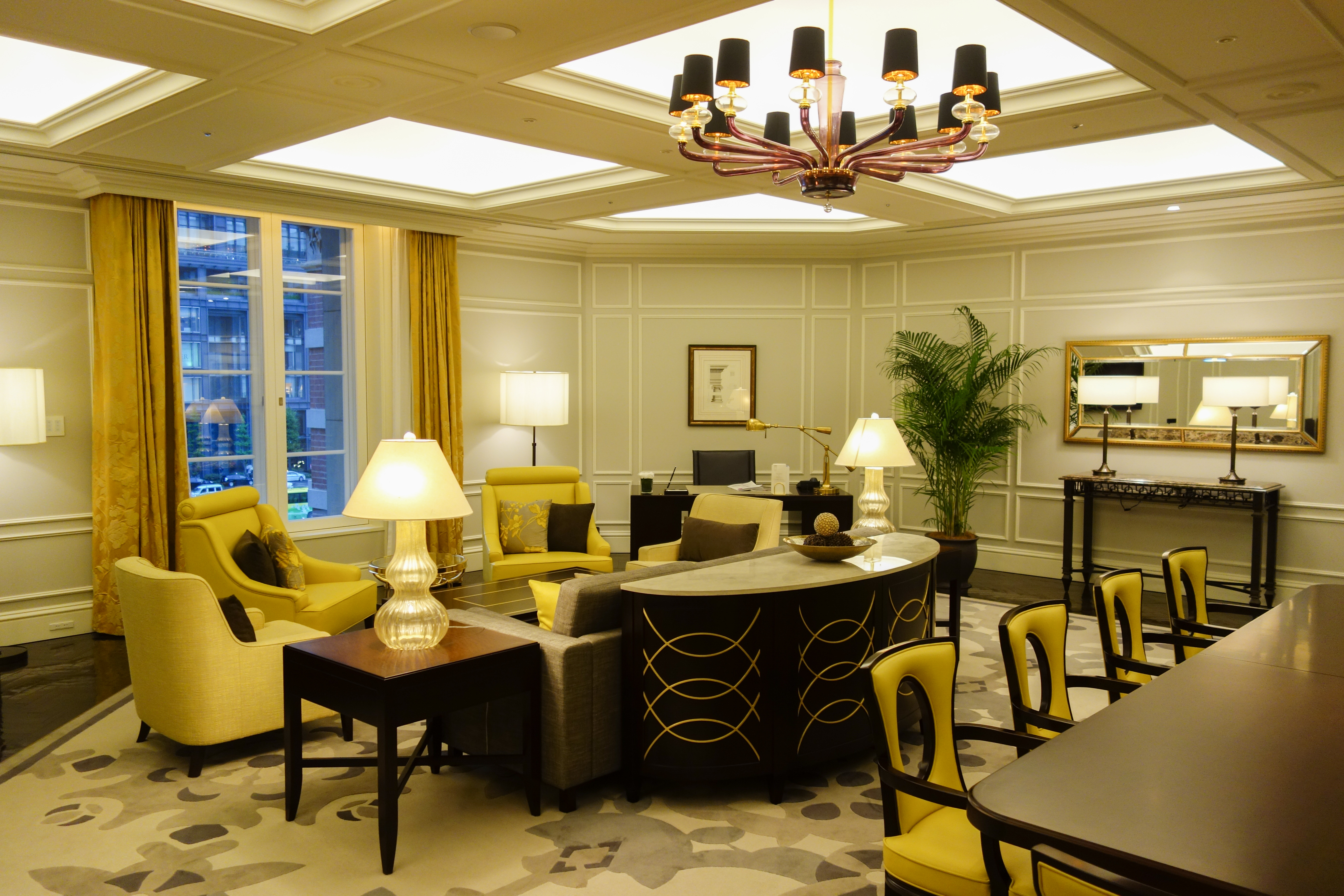
客房（皇居景觀客房－客廳）
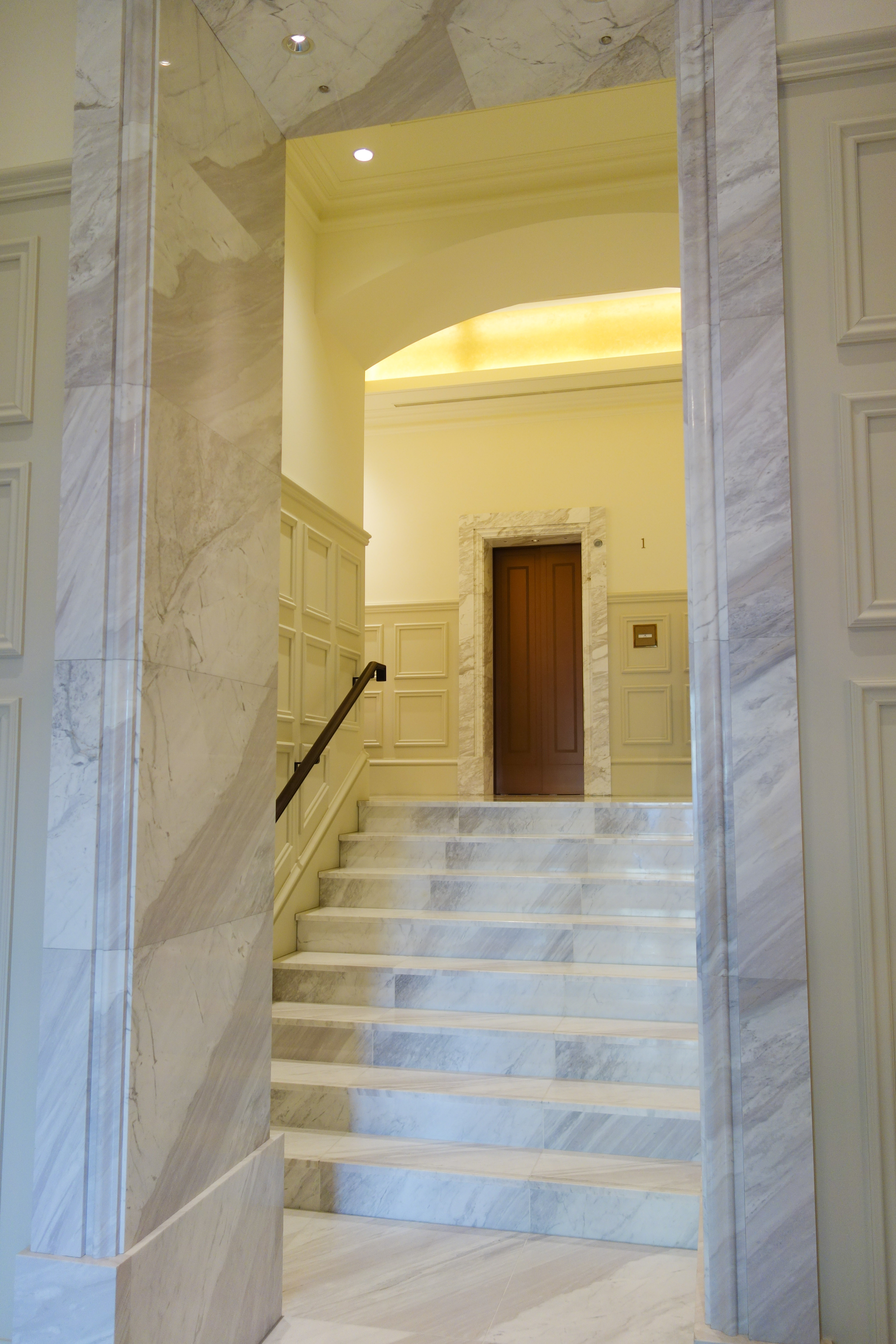
房客専用入口

## 曾經住過的名人
- 金子直吉（日语：金子直吉）（原202号室）
- 内田百間（日语：内田百閒）（原225号室）
- 江戸川乱歩（原216号室・原218号室）
- 川端康成（原317号室）
- 石橋湛山（原204号室・原206号室）
- 松本清張（原209号室）
- 森瑤子（日语：森瑤子）（原207号室）